# Zhou Yaqin
Zhou Yaqin (chinês simplificado: 周雅琴, pinyin: Zhōu Yǎqín; Hengyang, 12 de novembro de 2005) é uma ginasta artística chinesa.

## Carreira

### Júnior
Zhou começou a fazer ginástica em Hengyang quando tinha três anos.
Ela competiu com a equipe provincial de Hunan no Campeonato Chinês de 2019, onde terminou em sexto. Depois, nos Jogos Nacionais da Juventude da China, ela terminou em 14º no geral. Depois, ela terminou em 13º no geral no Campeonato Chinês Individual de 2019. Ela fez sua estreia internacional na Copa das Esperanças Olímpicas de 2019 em Liberec, República Tcheca, onde a equipe chinesa ganhou a medalha de ouro. Individualmente, ela terminou em sétimo no geral e em oitavo na final do exercício de solo. No Campeonato Chinês de 2020, Zhou terminou em 17º no geral. Depois, no Campeonato Chinês Individual, ela ganhou a medalha de ouro na trave de equilíbrio com uma pontuação de 15.066.

### Sênior
Zhou tornou -se elegível por idade para competições internacionais sênior em 2021. No Campeonato Chinês de 2021, ela terminou em 23º na rodada de qualificação geral e em sexto com a equipe provincial de Hunan. Então, nos Jogos Nacionais da China de 2021, ela ganhou a medalha de ouro na trave de equilíbrio com uma pontuação de 14.660. Ela terminou em quarto lugar na trave de equilíbrio no Campeonato Chinês de 2022.
No Campeonato Chinês de 2023, Zhou ganhou a medalha de ouro no exercício de solo. Ela fez sua estreia internacional sênior no Campeonato Mundial de 2023 em Antuérpia. A equipe chinesa era composta por Ou Yushan, Qiu Qiyuan, Zhang Qingying, Huang Zhuofan e o suplente Wu Ran, e eles ficaram em quarto lugar na final por equipes. Individualmente, ela se classificou para as finais da trave de equilíbrio e do exercício de solo. Na final da trave de equilíbrio, ela ganhou a medalha de prata atrás de Simone Biles. Ela terminou apenas 0,100 atrás de Biles, que foi a menor margem de vitória para Biles em uma final mundial desde 2014. Ela então terminou em sétimo na final do exercício de solo.
Zhou começou a temporada de 2024 na Copa do Mundo de Cottbus, ganhando medalhas de ouro na trave de equilíbrio e no solo. Então, no DTB Pokal Team Challenge, ela ganhou uma medalha de ouro com a equipe chinesa e terminou em quinto lugar na final do solo. Ela foi selecionada para representar a China nas Olimpíadas de Verão de 2024 ao lado de Luo Huan, Ou Yushan, Qiu Qiyuan e Zhang Yihan. A equipe se classificou para a final em terceiro lugar, e Zhou se classificou para a final da trave de equilíbrio em primeiro lugar. Ela caiu da trave de equilíbrio duas vezes na final da equipe, e a equipe chinesa terminou em sexto. Na final da trave de equilíbrio, ela agarrou a trave em um salto lateral e sofreu uma dedução de 0,500, mas ainda ganhou a medalha de prata atrás da italiana Alice D'Amato.
Zhou se tornou viral por suas ações durante o pódio das Olimpíadas para a final da trave de equilíbrio. Ela reagiu com choque quando a vencedora da medalha de ouro D'Amato e a vencedora da medalha de bronze Manila Esposito morderam suas medalhas, aparentemente não familiarizadas com a tradição. Ela então imitou seus gestos, levando sua medalha aos lábios, sem realmente mordê-la. A interação gerou vários memes, com muitos usuários do Twitter comentando sobre seu “comportamento de Golden Retriever” e energia de “irmã mais nova”.